# Unionismus (Protestantismus)

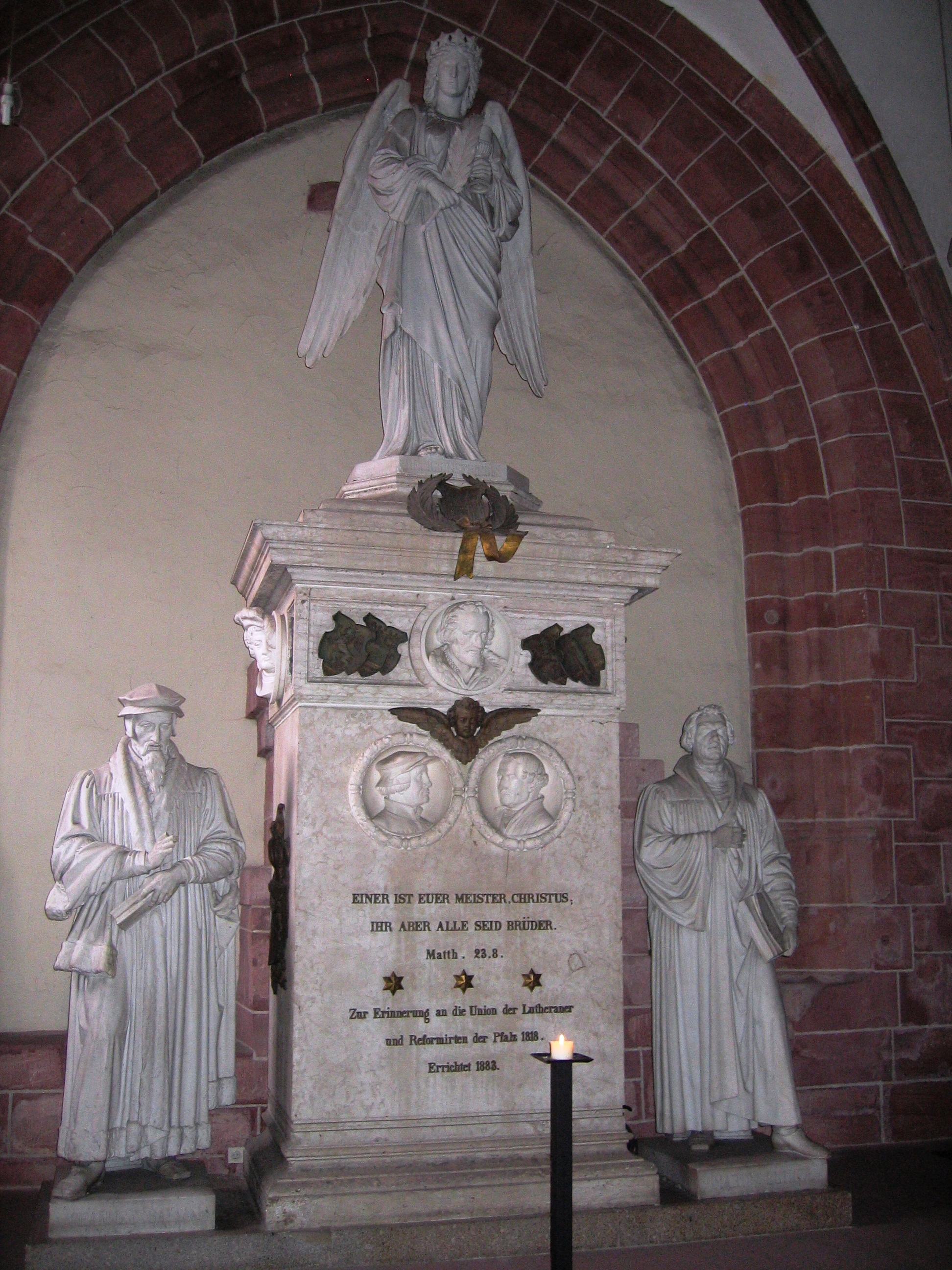
Unionsdenkmal in der Stiftskirche Kaiserslautern (Konrad Knoll, 1883)

Unionismus (v. kirchenlat.: unio Einheit; aus unus eins) ist ein Begriff, der im Rahmen der europäischen Kirchengeschichte, insbesondere im Zusammenhang mit der Reformation, gebraucht wird.
Der Begriff Unionismus bezeichnet das Bestreben, eine Kirchengemeinschaft zwischen Lutheranern und reformierten Kirchen herzustellen. Der Unionismus wurde in Form der Unierten Kirchen verwirklicht – am bedeutendsten war die 1817 gebildete Evangelische Kirche der Altpreußischen Union (unter diesem Namen ab 1922) in Preußen. Auch in Anhalt, Baden (1821), Bremen (1877), Rheinhessen (1822; durch Referenden der Kirchenmitglieder), Kurhessen, Nassau und der Pfalz (1818; durch Referendum der Kirchenmitglieder) kam es zur institutionellen Vereinigung der jeweiligen lutherischen mit der reformierten Landeskirche. Man unterscheidet Landeskirchen, deren Kirchengemeinden ein uniertes Bekenntnis pflegen (z. B. Baden und Pfalz), und solche, die bloß einen organisatorischen Zusammenschluss darstellen zwischen lutherischen, reformierten und unierten Kirchengemeinden, die jeweils nominell weiterhin ihren gemeindespezifischen Bekenntnisstand beibehalten (z. B. Berlin-Brandenburg-schlesische Oberlausitz, Bremen, Rheinland).
Die hinter dem Unionismus stehende Problematik ergab sich daraus, dass es im Zuge der Reformation innerhalb des evangelischen Lagers sehr rasch zur theologischen Spaltung kam. Bereits in den ersten Jahren war zwar auch das Bemühen um eine Überwindung der theologischen Gegensätze zu beobachten; doch insbesondere das Marburger Religionsgespräch von 1529, an dem u. a. Luther selbst, Philipp Melanchthon und Ulrich Zwingli teilnahmen, brachte zwar Konsens in 14 von 15 Punkten, darunter etwa in der Rechtfertigungslehre; die entscheidende Frage der Interpretation des Abendmahls konnte aber nicht gelöst werden: Während Zwingli im Abendmahl eine rein symbolische Gedenkfeier sah, bestanden die Lutheraner darauf, dass Brot und Wein im Abendmahl durch die Konsekration wirklich der Leib und das Blut des auferstandenen Christus sind (siehe: Abendmahlsstreit). Der theologische Gegensatz in dieser einen Frage führte in den Bekenntnisschriften der Evangelisch-Lutherischen Kirche und in der Folgezeit dazu, dass sich viele Lutheraner und Reformierte bis ins 17. und 18. Jahrhundert gegenseitig der Häresie beschuldigten; insbesondere den Reformierten wurde deswegen im Heiligen Römischen Reich Deutscher Nation der Status einer anerkannten Konfession bis zum Westfälischen Frieden verweigert.
Erst im 19. Jahrhundert, als die Konfessionskriege schon lange zurücklagen, überwand man zum größten Teil zumindest die institutionelle Spaltung, während die theologischen Unterschiede bestehen blieben. Zwar gab es Versuche, auch hier eine Annäherung dadurch zu finden, dass man z. B. Kernelemente des Glaubens von vermeintlichen „Nebensächlichkeiten“ trennte und auf diese Weise zu Kompromissen gelangte. Größere Annäherungsversuche im Sinne des Unionismus sind aber bis in die zweite Hälfte des 20. Jahrhunderts immer wieder auf heftigen Widerstand in beiden Lagern gestoßen, die um ihre jeweilige konfessionelle Eigenständigkeit und um den „Abfall“ von der „reinen Lehre“ fürchteten. 1973 aber wurde mit der Leuenberger Konkordie das unionistische Ziel der vollen Kirchen- und Abendmahlsgemeinschaft zwischen einer Vielzahl der lutherischen und reformierten Kirchenkörper in Europa erreicht. Der entstandene Zusammenschluss trägt den Namen Gemeinschaft Evangelischer Kirchen in Europa (GEKE). Trotzdem weigern sich bis heute konfessionell-lutherische Kirchen wie die Selbständige Evangelisch-Lutherische Kirche aufgrund ihrer Bindung an die lutherischen Bekenntnisschriften, der GEKE bzw. der Evangelischen Kirche in Deutschland, als Zusammenschluss der deutschen Landeskirchen, beizutreten.
Seit 2003 sind die vormals altpreußische Evangelische Kirche der Union und die in der Arnoldshainer Konferenz zusammengeschlossenen übrigen unierten und reformierten Landeskirchen in der Union Evangelischer Kirchen verbunden. Auch in anderen Ländern gibt es mehr oder weniger weit reichende Zusammenschlüsse zwischen lutherischen und reformierten Kirchen.
Eine ähnliche Grundhaltung wie im Unionismus (Betonung der Gemeinsamkeiten im Glauben), ohne das explizite Ziel einer gemeinsamen Kirche, findet sich in der evangelischen Allianz und der ökumenischen Bewegung.